# Saint-Christophe-du-Ligneron
Saint-Christophe-du-Ligneron ist eine französische Gemeinde mit 2.653 Einwohnern (Stand: 1. Januar 2022) im Département Vendée im Südwesten der Region Pays de la Loire. Die Gemeinde gehört zum Arrondissement Les Sables-d’Olonne und zum Kanton Challans (bis 2015: Kanton Palluau). Die Einwohner werden Ligneronnais genannt.

## Geographie
Saint-Christophe-du-Ligneron liegt etwa 46 Kilometer südsüdwestlich von Nantes am Fluss Ligneron. Umgeben wird Saint-Christophe-du-Ligneron von den Nachbargemeinden Froidfond im Norden, Falleron im Nordosten, Saint-Paul-Mont-Penit im Osten, Maché im Südosten, Apremont im Süden, Commequiers im Südwesten sowie Challans im Westen.

## Bevölkerungsentwicklung
| Jahr      | 1962 | 1968 | 1975 | 1982 | 1990 | 1999 | 2006 | 2012 |
| Einwohner | 1532 | 1407 | 1390 | 1449 | 1434 | 1630 | 2117 | 2522 |

## Sehenswürdigkeiten
- Burgruine La Chalonnière und Ruine der Kapelle Saint-Jean
- Burg aus dem 15. Jahrhundert mit protestantischer Kirche aus dem 17. Jahrhundert
- Calvaire
- Kirche (Monument historique)
- Castel du Verger, Hotel